# Gallerucida variabilis
Gallerucida variabilis là một loài bọ cánh cứng trong họ Chrysomelidae. Loài này được Jacoby miêu tả khoa học năm 1884.